# 吴承学
吴承学，中山大学教授，主要从事古代诗文评研究、中国古代文体学等方面的研究工作。担任《中国文学研究》、《古典文学知识》等刊物编委，入选中华人民共和国教育部第八批"长江学者"特聘教授。